# دزدان غیردریایی
دزدان غیردریایی یک فیلم تلویزیونی محصول سال ۱۳۸۹ به کارگردانی بیژن شیرمرز، نویسندگی بیژن شیرمرز، علی کوهستانی و تهیه‌کنندگی آمنه بشیری می‌باشد که از شبکه سه پخش شد.
داستان فیلم «دزد ان غیر دریایی» از این قرار است که آقای رفعت در آستانه مسافرت مطلع می‌شود که، دزد سابقه دار محله از زندان آزاد شده‌است. نادر از طرف رفعت، مأمور مراقبت از خانه وی در نبودشان می‌شود اما دزدان غیردریایی نقشه دیگری دارند و…

## بازیگران
- علیرضا خمسه
- ناصر هاشمی
- محسن افشانی
- شهرام قائدی
- رضا داوودنژاد
- پویا امینی
- زهرا سعیدی
- فلور نظری
- مونا فرجاد